# Gab Chee Kee
Gabriel Ignatius "Gab" Juan Chee Kee (n. 30 de julio de 1976, Manila), conocido artísticamente como Gab Chee Kee. Es un cantante de Rock, hard rock y soft rock, compositor y guitarrista filipino, además es parte integrante de la banda musical Parokya ni Edgar. Se unió a sus compañeros y amigos de dicha agrupación en 1993, junto a Chito Miranda, Jeric Estaco, Vinci Montaner y Mikko Yap, cuando ambos eran estudiantes de la Universidad de Ateneo de Manila. Gab Chee Kee como compositor y una de las voces principales de Parokya ni Edgar, se hizo famoso siendo uno de los intérpretes más aclamados por la audiencia. Para Parokya ni Edgar, escribió y compuso una canción titulada "Your Song (My One and Only You)", para ser incorporado en el álbum discográfico de la banda titulado "Bigotilyo", en la que fue todo un gran éxito junto con los demás temas musicales.

## Discografñia

### Con Parokya ni Edgar
- Khangkhungkherrnitz (1996)
- Buruguduystunstugudunstuy (1997)
- Gulong Itlog Gulong (1999)
- Edgar Edgar Musikahan (2002)
- Bigotilyo (2003)
- Halina Sa Parokya (2005)
- Matira Matibay: PG-13 (Singles 1994-2007) (2007)
- Solid (2007)
- Middle-Aged Juvenile Novelty Pop Rockers (2010)
- Bente (2013)

### Composiciones
- Sampip
- Lazy
- Swimming Beach
- Superstar
- Y?
- It's Ok
- Absorbing Man
- Tsaka Na Lang
- Sad Trip
- Your Song
- Halina Sa Parokya
- Victor Could
- Nandito
- Don't Think
- Sing

### Colaboraciones
- "Baon" con Gloc-9